# Cité du Midi
La cité du Midi est une voie du 18e arrondissement de Paris, en France.

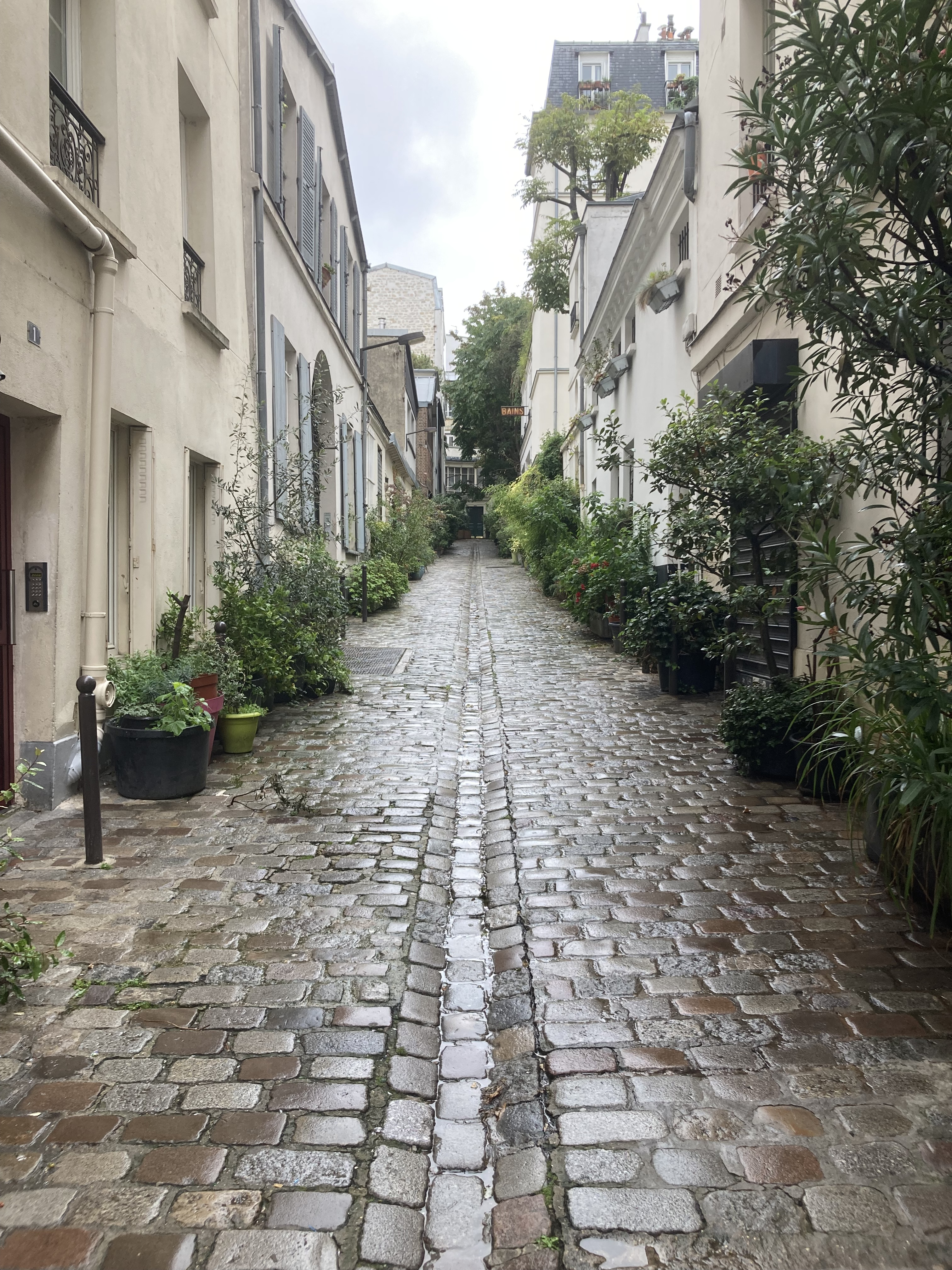
Cité du Midi, vue du boulevard de Clichy.

## Situation et accès
La cité du Midi est une voie publique située dans le 18e arrondissement de Paris. Elle débute au 48, boulevard de Clichy et se termine en impasse.

## Origine du nom
Il semblerait que la voie ait été baptisée ainsi par quelques-uns de ses habitants, originaires du Midi de la France.

## Historique
Cette impasse privée a été classée dans la voirie parisienne par un arrêté préfectoral du 4 avril 1986 après être devenue une voie publique.

## Bâtiments remarquables et lieux de mémoire
Cette impasse se clôt par une jolie maison en arc de cercle. Le long de la cité, maisonnettes, ateliers de briques et de bois se côtoient. On y trouve également les anciens bains-douches de Pigalle.
- No 3 : ancien gymnase où s’entraînaient les artistes du Moulin-Rouge.
- No 6 : l’immeuble a été occupé par un cabaret, puis par le musée du train miniature.
- No 10 : Jean Baptiste Clément a vécu dans cet immeuble.
- No 12 : anciens bains-douches de Pigalle.
- No 14 : ancienne maison-close[1].

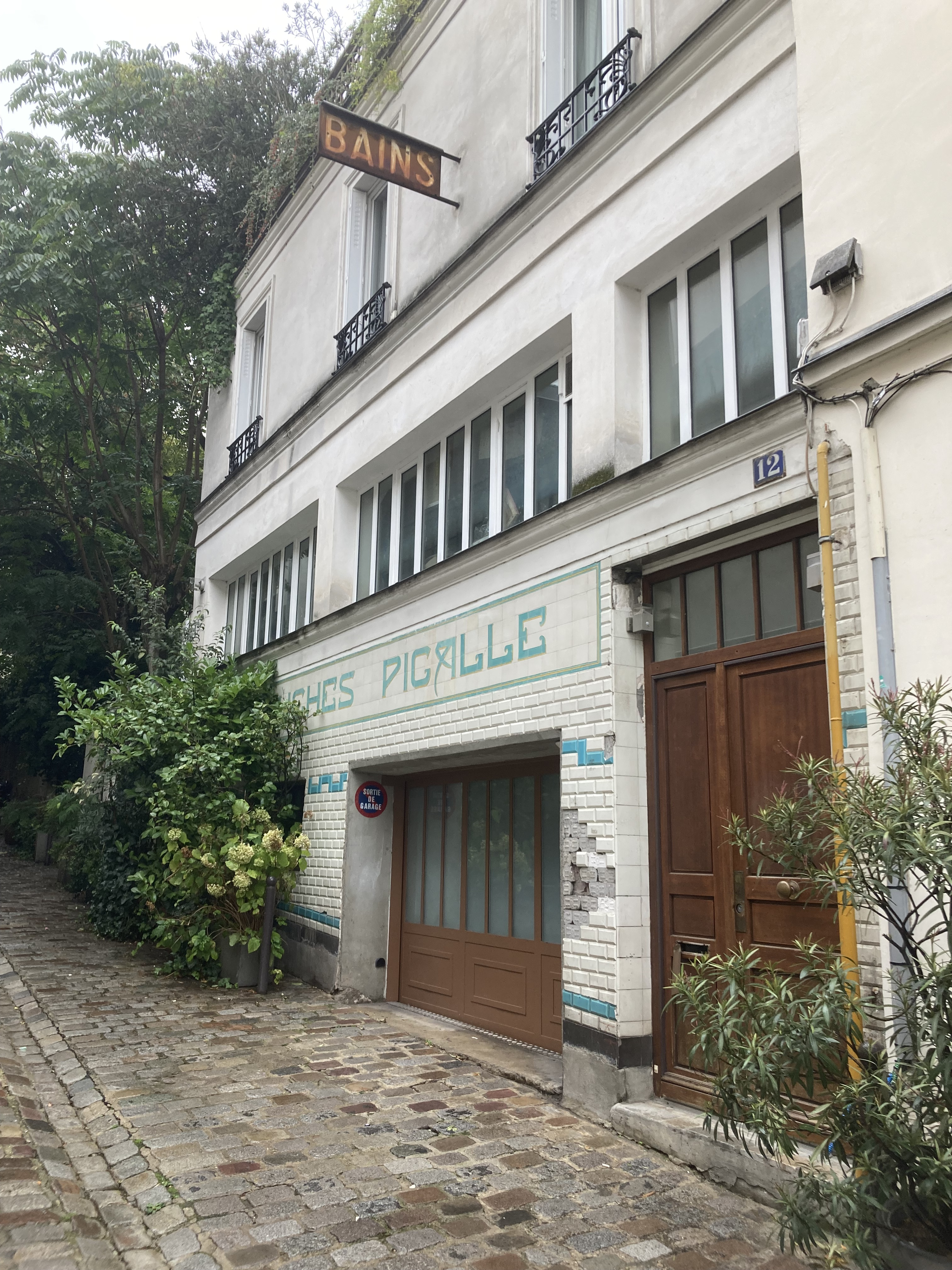
Ancien bains-douches de Pigalle.